# Sigalens
Sigalens francia település Gironde megyében, az Aquitania régióban. Lakosainak száma 342 fő (2022. január 1.).

## Adminisztráció
Polgármesterek:
- 2001–2014 Claude Péraudeau
- 2014–2020 Christophe Dufourcq

## Demográfia
| Lakosok száma | 346  | 252  | 239  | 275  | 379  | 379  | 381  | 362  | 353  | 342  |
|               | 1968 | 1982 | 1990 | 2006 | 2013 | 2015 | 2017 | 2019 | 2020 | 2022 |

## Látnivalók
- Aillas-le-Vieux templom
- Középkori temető